# Нікос Гатсос
Нікос Гатсос (грец. Νίκος Γκάτσος, 8 грудня 1911 року — 12 травня 1992 року) —  грецький поет, перекладач, представник грецького поетичного сюрреалізму.

## Біографія
Гатсос народився в 1911 році в селі Ханія в Гортині, Аркадії, одному з районів Пелопоннесу, де він закінчив початкову школу. Він навчався в середній школі в Триполі. Потім він переїхав до Афін, де вивчав літературу,  філософію та  історію в Афінському університеті протягом двох років. Ще до вступу до університету він добре знав  англійську та французьку мови, вивчав грецьку народну пісню. В Афінах, він вступив в контакт з літературними колами того часу, зокрема, з поетом Одиссеасом Елітісем, з яким він потім дружив все життя. Опублікував свої вірші в класичному стилі в журналах Неа Estia (1931—1932) і Rythmos (1933). У цей період він також опублікував ряд літературних критичних статей.
У 1935 році він жив у Франції, в Парижі та на півдні Франції. У 1943 році під час німецької окупації Нікос Гатсос опублікував свою роботу «Аморгос» (назва острова). Попри те, що книга у нього вийшла всього одна за все життя, про цю роботу захоплено відгукувалися Елітіс, Сеферіс та інші впливові поети того часу, як про великий внесок у сучасну грецьку поезію. Для його поезії характерне поєднання сюрреалізму з традиційними грецькими мотивами народної поезії. Після війни Нікос Гатсос працював літературним критиком і перекладачем, зокрема, перекладачем театральних п'єс. Для грецького театру він створив переклади п'єс Лорка «Криваве весілля» (Bodas de sangre),  Стріндберга, Жана Жене, Теннессі Вільямса, п'єси «Фуенте Овехуна» Лопе де Вега.
Після  Другої світової війни він почав писати тексти для музики  Маноса Хадзідакіса, відкриваючи блискучу кар'єру, як поет-пісняр. Протягом тривалого часу аж до своєї смерті був членом команди Хадзідакіса. Працював у тісній співпраці з провідними грецькими композиторами:  Мікісом Теодоракісом,  Ставросом Ксархакосом.
Завдяки високій якості поезії, Нікос Гатсос визнаний як провідний письменник грецького музичного мистецтва.
| Він «мав вирішальний вплив на еволюцію вірша післявоєнної грецької музики» |
 Пісні, які покладені на  музику М. Хадзідакіса, «Криваве весілля», «Паперовий місяць», «Поговори зі мною» (Μίλησέ μου) та інші стали практично народними піснями. Першою виконавицею багатьох пісень Хадзідакіса на вірші Гатсоса була Нана Мускурі. Вся лірика зосереджена в диску «Усі пісні» (редактор Патакі, 1999).
Нікос Гатсос помер в Афінах 12 травня 1992 і був похований в тому селі, у якому народився.

## Нагороди та премії
У 1987 році він був удостоєний премії міста Афіни.
У 1991 році він був удостоєний звання члена-кореспондента Королівської академії мистецтв у Барселоні за внесок у поширення іспанської літератури в Греції.